# Trophée de France 1913
Navigation
Trophée de France 1912 Trophée de France 1914
Le Trophée de France 1913 est la 7e édition du Trophée de France, une compétition de football de fin de saison organisée par le Comité français interfédéral entre les champions de chaque fédération qui le compose.
La compétition est remportée par le Cercle athlétique de Paris, champion de la Ligue de Football Association, qui bat en finale la Vie au Grand Air du Médoc, championne de la Fédération cycliste et athlétique de France.

## Participants
| Club                       | Ville    | Fédération                                                          |
| -------------------------- | -------- | ------------------------------------------------------------------- |
| Football Club rouennais    | Rouen    | Union des sociétés françaises de sports athlétiques (USFSA)         |
| Cercle athlétique de Paris | Paris    | Ligue de Football Association (LFA)                                 |
| Vie au Grand Air du Médoc  | Bordeaux | Fédération cycliste et athlétique de France (FCAF)                  |
| Étoile des Deux Lacs       | Paris    | Fédération gymnastique et sportive des patronages de France (FGSPF) |

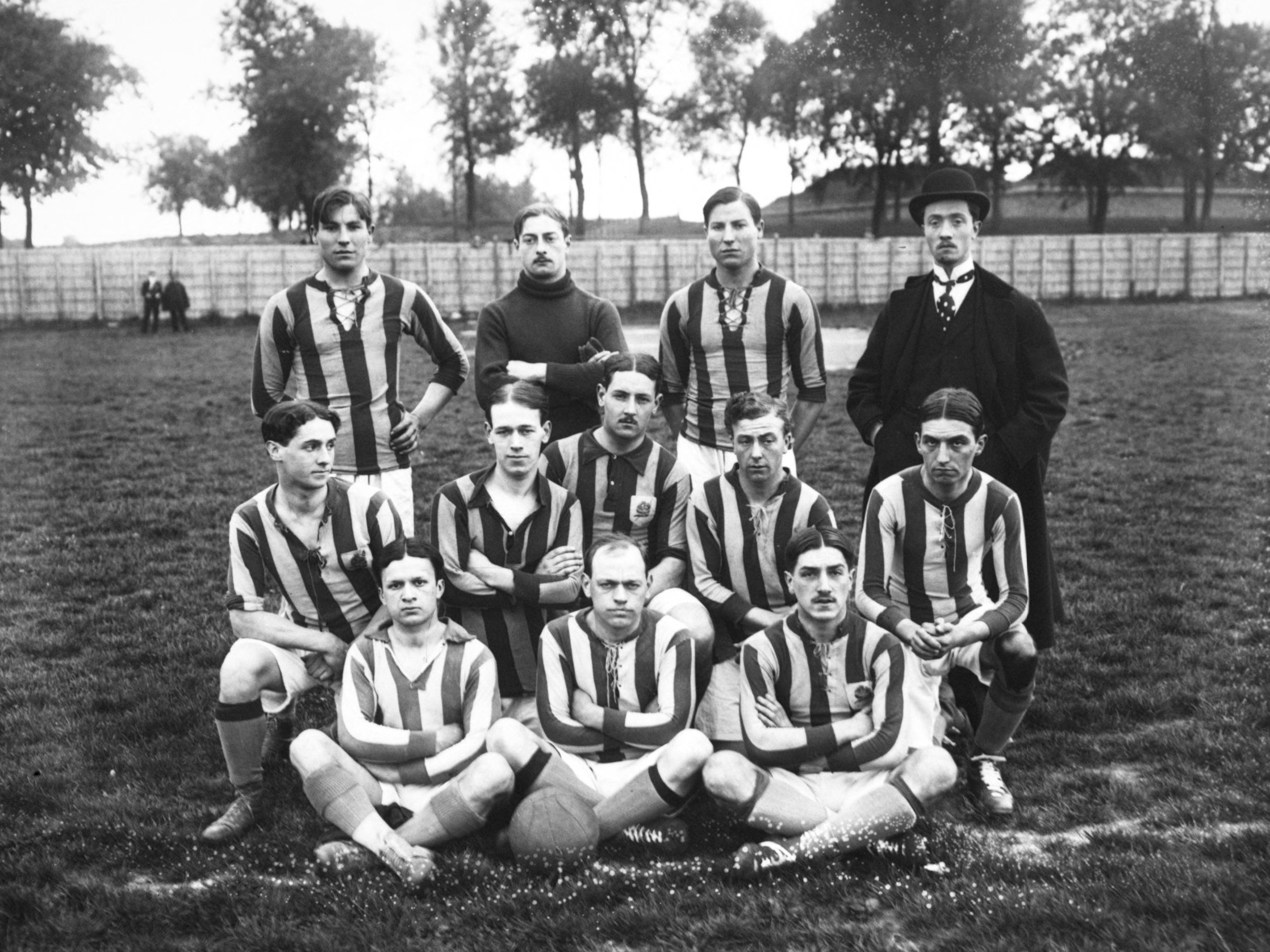
Équipe de la Vie au Grand Air du Médoc avant sa demi-finale.

Le Stade helvétique doit affronter en demi-finale à Paris les Bordelais de la Vie au Grand Air du Médoc, champion de la Fédération cycliste et athlétique de France, mais les Suisses refusent de se déplacer dans la capitale. Le CFI déplace la rencontre à Sète, mais les Bordelais protestent, arguant que cela leur représenterait un déplacement de prêt de 500 km contre moins de 200 km pour les Marseillais. Le Stade helvétique propose de jouer à Nîmes, mais la Vie au Grand Air du Médoc refuse d'aller plus loin que Toulouse. Le CFI finit par trancher et réorganise le match à Paris, provoquant le forfait du Stade helvétique. L'USFSA désigne le finaliste de son championnat, le Football Club rouennais, pour le représenter

## Compétition

### Tableau
|  | Demi-finale                    | Demi-finale                    | Demi-finale                    | Demi-finale                    |     |          | Finale                          | Finale                          | Finale                          | Finale                          |
|  |                                |                                |                                |                                |     |          |                                 |                                 |                                 |                                 |
|  | Dimanche 4 mai 1913 à Colombes | Dimanche 4 mai 1913 à Colombes | Dimanche 4 mai 1913 à Colombes | Dimanche 4 mai 1913 à Colombes |     |          | Dimanche 18 mai 1913 à Bordeaux | Dimanche 18 mai 1913 à Bordeaux | Dimanche 18 mai 1913 à Bordeaux | Dimanche 18 mai 1913 à Bordeaux |
|  | LFA                            | CA Paris                       | 4                              | 4                              |     |          | Dimanche 18 mai 1913 à Bordeaux | Dimanche 18 mai 1913 à Bordeaux | Dimanche 18 mai 1913 à Bordeaux | Dimanche 18 mai 1913 à Bordeaux |
|  | LFA                            | CA Paris                       | 4                              | 4                              |     |          | Dimanche 18 mai 1913 à Bordeaux | Dimanche 18 mai 1913 à Bordeaux | Dimanche 18 mai 1913 à Bordeaux | Dimanche 18 mai 1913 à Bordeaux |
|  | FGSPF                          | Étoile des Deux Lacs           | 2                              | 2                              |     |          | Dimanche 18 mai 1913 à Bordeaux | Dimanche 18 mai 1913 à Bordeaux | Dimanche 18 mai 1913 à Bordeaux | Dimanche 18 mai 1913 à Bordeaux |
|  | FGSPF                          | Étoile des Deux Lacs           | 2                              | 2                              | LFA | CA Paris | 2                               | 2                               |                                 |                                 |
|  | Lundi 12 mai 1913 à Arcueil    |                                |                                |                                | LFA | CA Paris | 2                               | 2                               |                                 |                                 |
|  |                                |                                | FCAF                           | Vie au Grand Air du Médoc      | 1   | 1        |                                 |                                 |                                 |                                 |
|  | FCAF                           | Vie au Grand Air du Médoc      | FCAF                           | Vie au Grand Air du Médoc      | 1   | 1        | 2                               | 2                               |                                 |                                 |
|  | FCAF                           | Vie au Grand Air du Médoc      |                                |                                |     |          |                                 | 2                               |                                 |                                 |
|  | USFSA                          | FC rouennais                   | 1                              | 1                              |     |          |                                 |                                 |                                 |                                 |
|  | USFSA                          | FC rouennais                   | 1                              | 1                              |     |          |                                 |                                 |                                 |                                 |

### Demi-finales
Le match CA Paris contre Étoile des Deux Lacs a lieu le 4 mai 1913, tandis que Vie au Grand Air du Médoc contre FC rouennais a lieu le 12 mai 1913,,.
| Demi-finale         | CA Paris | 4 – 2   | Étoile des Deux Lacs |                                                    |                                                    |
| Dimanche 4 mai 1913 | Mesnier ? · Véron ? · Savic ?                                                                                          |         | ? Bellocq · ? F. Romano | Stade de Colombes, Colombes Arbitrage : M. Prévost | Stade de Colombes, Colombes Arbitrage : M. Prévost |
| Dimanche 4 mai 1913 | C. Mangaud - E. Gravier, L. Duboz - R. Lhermitte, M. Bigué, R. Mérignac - Robineau, Véron, Mesnier, E. Devic, P. Payot | Équipes | P. Séraphin - M. Arnaud, P. Romano - Tousset, J.-B. Ducret, M. Olivier - H. Meyer, M. Bière, Bellocq, F. Romano, H. Sentenac | Stade de Colombes, Colombes Arbitrage : M. Prévost | Stade de Colombes, Colombes Arbitrage : M. Prévost |

| Demi-finale       | Vie au Grand Air du Médoc                                                                                              | 2 – 1   | FC rouennais                                                                                  |                               |                               |
| Lundi 12 mai 1913 | W. Clark ? · Martin ?                                                                                                  |         | ? Cousinard                                                                                   | Arcueil Arbitrage : F. Decaen | Arcueil Arbitrage : F. Decaen |
| Lundi 12 mai 1913 | Marcé - M. Groselle, R. Groselle - Ed. Gasqueton, A.H. Clark, Moreau - Et. Gasqueton, Martin, Dupeyron, W. Clark, Sena | Équipes | Cousinard - Decoty, Millar - Pestre, Mullet, Montreuil - Legrain, Ramsay, Dunford, Duboc, Ami | Arcueil Arbitrage : F. Decaen | Arcueil Arbitrage : F. Decaen |

### Finale
La finale, initialement prévue le 18 mai à Colombes, a finalement lieu à Bordeaux sur le terrain du Stade bordelais UC, pour éviter que la Vie au Grand Air du Médoc ne se déplace deux fois en région parisienne en seulement une semaine. À domicile, devant 3 500 spectateurs, le club dispute une « partie vivement menée » face au champion de la Ligue de Football Association, le Cercle athlétique de Paris, favori de la rencontre. La VGA Médoc mène par un but à zéro à la mi-temps, mais encaisse deux buts coup sur coup à l'heure de jeu et laisse filer le titre. Le Petit Journal note néanmoins que « le public bordelais, très sportif, acclama chaleureusement les vainqueurs »,,,,.
| Maillot rouge |

| Maillot à bandes verticales bleu et vert |

| Maillot rouge |

| Maillot à bandes verticales bleu et vert |